# Limnodea arkansana
Limnodea arkansana là một loài thực vật có hoa trong họ Hòa thảo. Loài này được (Nutt.) Dewey mô tả khoa học đầu tiên năm 1894.